# 에미레이트 항공의 운항 노선
에미레이트 항공은 다음과 같은 노선을 운항하고 있다.

## 운항 노선

### 아시아

#### 동아시아
- 대한민국
  - 서울 - 인천국제공항
- 중국
  - 베이징 - 베이징 수도 국제공항
  - 광저우 - 광저우 바이윈 국제공항
  - 상하이 - 상하이 푸둥 국제공항
- 홍콩
  - 홍콩 - 홍콩 국제공항
- 일본
  - 도쿄
    - 하네다 국제공항
    - 나리타 국제공항

  - 오사카 - 간사이 국제공항
- 중화민국
  - 타이베이 - 타이완 타오위안 국제공항

#### 동남아시아
- 말레이시아
  - 쿠알라룸푸르 - 쿠알라룸푸르 국제공항
- 베트남
  - 하노이 - 노이바이 국제공항
  - 호찌민 시 - 떤선녓 국제공항
- 싱가포르
  - 싱가포르 - 싱가포르 창이 국제공항
- 인도네시아
  - 자카르타 - 수카르노 하타 국제공항
  - 덴파사르 - 응우라라이 국제공항
- 캄보디아
  - 프놈펜 - 프놈펜 국제공항
- 태국
  - 방콕 - 수완나품 국제공항
  - 푸켓 주 -푸껫 국제공항
- 필리핀
  - 마닐라 - 니노이 아키노 국제공항
  - 세부 - 막탄 세부 국제공항
  - 클라크 - 클라크 국제공항

#### 남아시아
- 몰디브
  - 말레 - 말레 국제공항
- 방글라데시
  - 다카 - 샤잘랄 국제공항
- 스리랑카
  - 콜롬보 - 반다라나이케 국제공항
- 인도
  - 델리 - 인디라 간디 국제공항
  - 뭄바이 - 차트라파티 시바지 국제공항
  - 벵갈루루 - 벵갈루루 국제공항
  - 아마다바드 - 아마다바드 공항
  - 첸나이 - 첸나이 국제공항
  - 코치 - 코친 국제공항
  - 콜카타 - 네타지 수바스 찬드라 보스 국제공항
  - 트리반드룸 - 트리반드룸 국제공항
  - 하이데라바드 - 라지브 간디 국제공항
- 파키스탄
  - 이슬라마바드 - 뉴이슬라마바드 국제공항
  - 라호르 - 알라마 이크발 국제공항
  - 시알코트 - 시알코트 국제공항
  - 카라치 - 진나 국제공항
  - 페샤와르 - 페샤와르 국제공항

#### 서남아시아
- 레바논
  - 베이루트 - 베이루트 국제공항
- 바레인
  - 마나마 - 바레인 국제공항
- 사우디아라비아
  - 리야드 - 킹 칼리드 국제공항
  - 담맘 - 킹 파드 국제공항
  - 메디나 - 프린스 모하메드 빈 압둘아지즈 국제공항
  - 제다 - 킹 압둘아지즈 국제공항
- 아랍에미리트
  - 두바이 - 두바이 국제공항 허브 공항
- 오만
  - 무스카트 - 무스카트 국제공항
- 요르단
  - 암만 - 퀸 알리아 국제공항
- 이란
  - 테헤란 - 테헤란 이맘 호메이니 국제공항
- 쿠웨이트
  - 쿠웨이트 시티 - 쿠웨이트 국제공항

### 아프리카

#### 동아프리카
- 모리셔스
  - 포트루이스 - 시우사구르 람굴람 경 국제공항
- 세이셸
  - 세이셸 - 세이셸 국제공항
- 수단
  - 하르툼 - 하르툼 국제공항
- 에티오피아
  - 아디스아바바 - 볼레 국제공항
- 케냐
  - 나이로비 - 조모 케냐타 국제공항

#### 남아프리카
- 남아프리카 공화국
  - 요하네스버그 - OR 탐보 국제공항
  - 케이프타운 - 케이프타운 국제공항
  - 더반 - 더반 국제공항
- 앙골라
  - 루안다 - 루안다 콰트루 드 페베레이루 공항
- 우간다
  - 엔테베 - 엔테베 국제공항
- 잠비아
  - 루사카 - 루사카 국제공항
- 짐바브웨
  - 하라레 - 하라레 국제공항
- 탄자니아
  - 다르에스살람 - 다르에스살람 국제공항

#### 서아프리카
- 가나
  - 아크라 - 아크라 국제공항
- 기니
  - 코나크리 - 코나크리 국제공항
- 나이지리아
  - 라고스 - 무르탈라 모하메드 국제공항
- 말리
  - 바마코 - 바마코 세너우 국제공항
- 세네갈
  - 다카르 - 블레즈-디아뉴 국제공항
- 코트디부아르
  - 아비장 - 아비장 국제공항

#### 북아프리카
- 모로코
  - 카사블랑카 - 무함마드 5세 국제공항
- 이집트
  - 카이로 - 카이로 국제공항
- 튀니지
  - 튀니스 - 튀니스 카르타고 국제공항

### 유럽

#### 서유럽
- 영국
  - 런던
    - 런던 히드로 국제공항
    - 런던 개트윅 국제공항
    - 런던 스탠스테드 공항

  - 글래스고 - 글래스고 공항
  - 뉴캐슬 - 뉴캐슬 공항
  - 맨체스터 - 맨체스터 공항
  - 버밍엄 - 버밍엄 공항
- 프랑스
  - 파리 - 파리 샤를 드 골 국제공항
  - 니스 - 니스 코트다쥐르 국제공항
  - 리옹 - 생텍쥐페리 국제공항
- 독일
  - 뒤셀도르프 - 뒤셀도르프 국제공항
  - 뮌헨 - 뮌헨 국제공항
  - 프랑크푸르트 - 프랑크푸르트 국제공항
  - 함부르크 - 함부르크 공항
- 벨기에
  - 브뤼셀 - 브뤼셀 공항
- 네덜란드
  - 암스테르담 - 암스테르담 스키폴 국제공항
- 아일랜드
  - 더블린 - 더블린 공항

#### 중유럽
- 스위스
  - 제네바 - 제네바 국제공항
  - 취리히 - 취리히 국제공항
- 오스트리아
  - 빈 - 비엔나 국제공항

#### 남유럽
- 그리스
  - 아테네 - 아테네 국제공항
- 몰타
  - 발레타 - 몰타 국제공항
- 스페인
  - 마드리드 - 마드리드 바라하스 국제공항
  - 바르셀로나 - 바르셀로나 엘프라트 국제공항
- 이탈리아
  - 로마 - 레오나르도 다 빈치 국제공항
  - 밀라노 - 밀라노 말펜사 국제공항
  - 베네치아 - 베니스 마르코 폴로 국제공항
  - 볼로냐 - 볼로냐 굴리엘모 마르코니 국제공항
- 키프로스
  - 라르나카 - 라르나카 국제공항
- 튀르키예
  - 이스탄불 - 이스탄불 아르나부코이 국제공항
- 포르투갈
  - 리스본 - 리스본 포르텔라 국제공항

#### 동유럽
- 러시아
  - 모스크바 - 도모데도보 국제공항
  - 상트페테르부르크 - 풀코보 국제공항
- 체코
  - 프라하 - 프라하 바츨라프 하벨 국제공항
- 폴란드
  - 바르샤바 - 바르샤바 쇼팽 국제공항
- 헝가리
  - 부다페스트 - 부다페스트 페리 헤지 국제공항

#### 북유럽
- 노르웨이
  - 오슬로 - 오슬로 가르데르모엔 국제공항
- 덴마크
  - 코펜하겐 - 코펜하겐 카스트럽 국제공항
- 스웨덴
  - 스톡홀름 - 스톡홀름 알란다 국제공항

### 아메리카

#### 북아메리카
- 미국
  - 워싱턴 D.C. - 워싱턴 덜레스 국제공항
  - 뉴욕 - 존 F. 케네디 국제공항
  - 뉴어크 - 뉴어크 리버티 국제공항
  - 댈러스 - 댈러스 포트워스 국제공항
  - 로스앤젤레스 - 로스앤젤레스 국제공항
  - 마이애미 - 마이애미 국제공항
  - 보스턴 - 로건 국제공항
  - 샌프란시스코 - 샌프란시스코 국제공항
  - 시애틀 - 시애틀 타코마 국제공항
  - 시카고 - 시카고 오헤어 국제공항
  - 올랜도 - 올랜도 국제공항
  - 휴스턴 - 조지 부시 인터콘티넨털 공항
- 캐나다
  - 몬트리올 - 몬트리올 피에르 엘리오트 트뤼도 국제공항
  - 토론토 - 토론토 피어슨 국제공항
- 멕시코
  - 멕시코시티 - 멕시코시티 국제공항

#### 남아메리카
- 브라질
  - 리우데자네이루 - 리우데자네이루 갈레앙 국제공항
  - 상파울루 - 상파울루 구아룰류스 국제공항
- 아르헨티나
  - 부에노스아이레스 - 미니스토로 피스타리니 국제공항
- 콜롬비아
  - 보고타 - 엘도라도 국제공항

### 오세아니아
- 뉴질랜드
  - 오클랜드 - 오클랜드 국제공항
  - 크라이스트처치 - 크라이스트처치 국제공항
- 오스트레일리아
  - 멜버른 - 멜버른 공항
  - 브리즈번 - 브리즈번 공항
  - 시드니 - 시드니 공항
  - 애들레이드 - 애들레이드 공항
  - 퍼스 - 퍼스 공항

## 단항 노선

### 아시아

#### 동아시아
- 중화인민공화국
  - 인촨 - 인촨 허둥 국제공항
  - 정저우 - 정저우 신정 국제공항
- 일본
  - 나고야 - 주부 센토레아 국제공항

#### 동남아시아
- 미얀마
  - 양곤 - 양곤 국제공항

#### 남아시아
- 인도
  - 코지코데 - 캘리컷 국제공항

#### 서남아시아
- 시리아
  - 다마스쿠스 - 다마스쿠스 국제공항
- 아랍에미리트
  - 아부다비 - 아부다비 국제공항
- 예멘
  - 사나 - 사나 국제공항
- 이란
  - 마슈하드 - 마슈하드 국제공항
  - 반다르압바스 - 반다르압바스 국제공항
- 아프가니스탄
  - 카불 - 카불 국제공항
- 카타르
  - 도하 - 하마드 국제공항 - 카타르와의 무기한 단교로 무기간 단항.
- 파키스탄
  - 이슬라마바드 - 베나지르 부토 국제공항
  - 물탄 - 물탄 국제공항

#### 중앙아시아
- 아제르바이잔
  - 바쿠 - 헤이다르 알리예프 국제공항

### 아프리카

#### 서아프리카
- 세네갈
  - 다카르 - 레오폴 세다르 상고르 국제공항
- 나이지리아
  - 아부자 - 은남디 아지키웨 국제공항

#### 동아프리카
- 코모로
  - 모로니 - 프린스 사이드 이브라힘 국제공항

#### 북아프리카
- 리비아

트리폴리 - 트리폴리 국제공항
- 이집트
  - 알렉산드리아 - 보르그엘아랍 국제공항

### 유럽
서유럽
- 독일
  - 슈투트가르트 - 슈투트가르트 공항

남유럽
- 크로아티아
  - 자그레브 - 자그레브 공항

- 튀르키예
  - 이스탄불
    - 사비하괵첸 국제공항
    - 아타튀르크 국제공항

동유럽
- 우크라이나
  - 키예프 - 보리스필 국제공항